# Michael Caicedo
Michael Caicedo Sánchez (Inca, Islas Baleares, 21 de junio de 2003) es un jugador de baloncesto español que pertenece a la plantilla del Stade Rochelais de la LNB Pro A francesa. Mide 1,99 metros y juega en la posición de escolta.

## Carrera deportiva
Nacido en Inca, Islas Baleares, es hijo de padre colombiano y madre española, es un escolta formado en las categorías inferiores de Roca del Vallès y CB Granollers, antes de ingresar en el Barcelona.
En diciembre de 2020, fue elegido MVP del Adidas Next Generation de Valencia luego de una suntuosa final en la que sumó 37 de valoración.
En la temporada 2020-21, forma parte del Fútbol Club Barcelona "B" de la Liga LEB Plata y alternaría entrenamientos y participaciones con el primer equipo.
El 9 de enero de 2021, debutó con el Barcelona en la Liga Endesa frente al BAXI Manresa, convirtiéndose en el quinto jugador más joven en lograrlo en toda la historia de la sección blaugrana. El jugador balear disputó 3 minutos y 16 segundos. Su debut en Euroliga se produjo en la jornada 7 de la temporada 2021-22, frente al Maccabi Tel Aviv, disputando apenas 21 segundos en el partido. Su primera canasta en esta competición llegó dos jornadas después, consiguiendo un mate frente al Baskonia, en un partido donde superó la decena de minutos.

### Cesión en Granada
El 10 de enero de 2023, firma por el Fundación CB Granada de la liga ACB, cedido por el Barcelona hasta el final de la temporada. El debut con el Granada se produjo en la jornada 16 de la Liga ACB 2022-23, frente al Real Madrid, donde disputó 20 minutos, su máximo hasta la fecha en la competición. En la jornada siguiente, mejoró su máximo anotador en Liga ACB, al anotar 10 puntos frente al Bàsquet Girona. Dos jornadas después, alcanzó nuevo máximos en puntos y valoración, consiguiendo 15 puntos y 16 de valoración en la victoria frente al Carplus Fuenlabrada.

### Vuelta al Barça
Tras su cesión de media temporada en el Granada, inició la pretemporada con el primer equipo del Barcelona, participando en el primer amistoso de la temporada frente al Força Lleida, anotando 2 puntos. A principios de la temporada en octubre de 2023, sufrió una fractura en el quinto metatarsiano de su pie derecho, provocándole un tiempo de baja.

### Cesión en Girona
El 21 de febrero de 2024, firma por el Bàsquet Girona de la Liga ACB, cedido por el FC Barcelona hasta final de la temporada.

### Hiopos Lleida
El 22 de julio de 2024, tras rescindir su contrato con el FC Barcelona, firma por el Hiopos Lleida de la Liga ACB.

### Stade Rochelais
El 31 de marzo de 2025 fichó por el Stade Rochelais de la LNB Pro A francesa.

## Selección nacional
En 2019 disputó el Europeo Sub-16, con el que logró el campeonato, anotando 21 puntos en la final ante Francia, formando perímetro con Owen Aquino.
En 2022 fue parte del combinado nacional que se llevó el Oro en el EuroBasket Sub-20 disputado en Montenegro.
En febrero de 2023, fue convocado por la selección absoluta para participar en las ventanas FIBA frente la Islandia e Italia, pero no participó en ninguno de los dos encuentros.

## Logros y reconocimientos

### Selección nacional
- Medalla de oro en el Europeo Sub-16 de 2019 en Italia.
- Medalla de oro en el Europeo Sub-20 de 2022 en Montenegro.

### Categorías inferiores
- Campeonato de España Junior (1): 2020-21

### Consideraciones individuales
- Mejor Jugador del Campeonato de España Júnior (1): 2020-21
- Mejor Quinteto de la Euroleague NGT (1): 2020-21